# Соломонско-фиджийские отношения
Соломонско-фиджийские отношения — двусторонние отношения между Соломоновыми островами и Фиджи. Дипломатические отношения были тёплыми, хотя правительство Соломоновых островов присоединилось к другим странам в регионе, чтобы призвать временного премьер-министра Фиджи Фрэнка Мбаинимарама к восстановлению демократии на Фиджи. Фиджи и Соломоновы острова расположены в Меланезии, и оба государства являются членами Передовой группы меланезийских государств. Они также участвуют в работе других региональных организаций, включая Форум тихоокеанских островов. В августе 2008 года было объявлено, что Соломоновы острова намерены открыть Верховный комиссариат в Суве, а в декабре правительство Фиджи объявило, что оно "официально одобрило создание Правительством Соломоновых островов дипломатической миссии-резиденции в Суве". Верховный комиссариат Фиджи в Папуа – Новой Гвинее аккредитован на Соломоновых островах .
Самые ранние отношения между двумя странами возникли в период Второй мировой войны, когда солдаты Фиджи под британским командованием сражались против японцев на Соломоновых островах. Официальные дипломатические отношения были установлены 28 июля 1978 года, когда Соломоновы острова стали суверенным государством.
Сегодня военнослужащие Фиджи вновь присутствуют на Соломоновых островах в рамках Региональной миссии по оказанию помощи Соломоновым островам.
На Соломоновых островах существует община Фиджи, центр которой расположен в столице страны, городе Хониара. В его состав входят как граждане-фиджийцы Соломоновых островов, так и граждане Фиджи и бизнесмены, в настоящее время проживающие на Соломоновых островах. Аналогичным образом, на Фиджи проживают граждане Соломоновых островов, потомки рабочих, которые в XIX веке работали на плантациях, принадлежащих Европе.
Бывший премьер-министр Соломоновых островов, Дерек Сикуа, получил образование на Фиджи и говорит на фиджийском языке.
С марта 2012 года Верховным комиссаром Соломоновых островов на Фиджи является бывший министром иностранных дел Паттесон Оти.